# Opération Balbuzard
L’opération Balbuzard est une opération militaire française menée par la Marine nationale dans le cadre de la guerre de Bosnie-Herzégovine. Cette opération, hors du territoire français d'Europe, fait partie des OPEX (OPérations EXtérieures). Les buts de cette opération sont d'aider à libérer des otages retenus dans la périphérie de Sarajevo, d'assurer la sécurité des éléments français de la FORPRONU et de faciliter l'éventuel désengagement des forces à terre. Elle est nommée d'après le balbuzard, une espèce de rapace.
L'opération débute le 26 janvier 1993 avec l'envoi du groupe aéronaval en mer Adriatique. Le porte-avions Clemenceau appareille du port militaire de Toulon le 28 janvier et rejoint le transport de chalands de débarquement (TCD) Foudre qui, la veille, a embarqué à son bord, une quinzaine d'hélicoptères, accompagnés par une centaine d'hommes du 3e régiment d'hélicoptères de combat d'Étain (Meuse). 
Le porte-avions Foch alterne avec le Clemenceau les missions en Adriatique, soutenus et ravitaillés par le BCR Marne (A630). Il en va de même pour les équipages de l’ALAT provenant par alternance des 1er, 3e et 5e régiments d'hélicoptères de combat.
L'opération s'achève en décembre 1995 avec la création de l'IFOR.
L’une des (principales) missions des pilotes de Dassault Super-Étendard est l’appui des troupes au sol. Mais en Bosnie-Herzégovine, aucun d'entre eux ne délivrera d’armement. Contrairement à certains chasseurs alliés, les Super Étendard ne sont pas équipés d’un système de désignation laser pour larguer les bombes avec suffisamment de précision. Les chasseurs de l’aéronautique navale sont donc exclus des frappes aériennes mais participent néanmoins à l’entraînement des troupes au sol (X.CAS). Les pilotes sont aussi catapultés du Clemenceau pour des missions de dissuasion : le CAS presence.